# ماجرای گلوریا اسکات
«ماجرای گلوریا اسکات» (به انگلیسی: The Adventure of the Gloria Scott)، یکی از ۵۶ داستان کوتاه شرلوک هولمز است که توسط آرتور کانن دویل نوشته شده و یکی از ۱۲ داستان گردآوری شده در مجموعهٔ خاطرات شرلوک هلمز می‌باشد. این داستان اولین بار در خاطرات شرلوک هلمز، در پادشاهی متحده (بریتانیا) در آوریل ۱۸۹۳ میلادی و در هارپرز ویکلی در ایالات متحده به تاریخ ۱۵ آوریل ۱۸۹۳ میلادی منتشر شد.
این داستان، از نظر ترتیب زمانی، اولین پرونده‌ای است که در سرگذشت داستانی شرلوک هلمز ذکر شده. این داستان عمدتاً به هلمز مربوط می‌شود تا واتسون و اولین پرونده‌ای است که در آن هولمز قدرت استدلالی خویش را به کار برد و تا آن زمان رفتارش با این پرونده بازی گونه بوده‌است. این داستان، یکی از چندین داستان‌های شرلوک هلمز است که قهرمان داستان در آن توسط یک آشنای قدیمی و به علت یک جرم قدیمی شبح‌زده می‌شود. داستان‌های دیگری که چنین حالتی دارند شامل این موارد اند: «معمای درهٔ باسکامب»، «بلک پیتر»، «نشانه چهار»، «پنج هستهٔ پرتقال»، «ماجرای بیمار مقیم» و …. همچنین این داستان یکی از چندین داستان این نویسنده است که با سرنوشت شخصیت‌هایی روبروست که پس از گذر زمان در کولونی‌های امپراطوری بریتانیا، به انگلستان بر می‌گردند.

## خلاصه

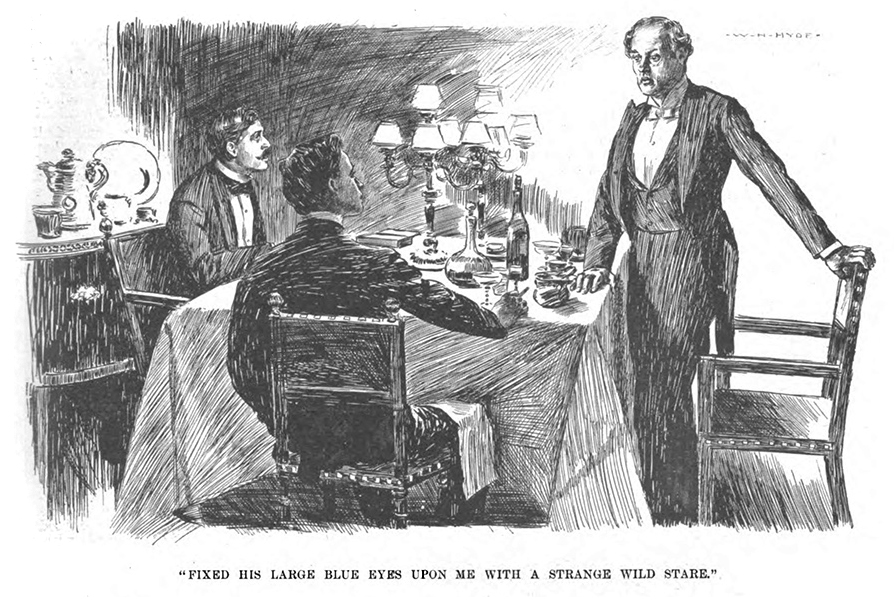
ویکتور تروور، شرلوک هولمز و آقای ترور ارشد، نقاشی ۱۸۹۳ میلادی توسط «دبلیو. اچ. هاید» در هارپرز ویکلی

هولمز در دوران دانشجوییش یک ماه را با دوستش «ویکتور تروور» در ملک پدر ویکتور در نورفک گذراند. زمانی که آنجا بود، هولمز میزبان خود (پدر ویکتور) را که «قاضی دادگاه صلح» و صاحب ملک و زمین بود را شگفت زده نمود. او آینده خود را در معادن طلای استرالیا ساخته بود. یکی از استنباط‌های هولمز این بود که آقای ترور بزرگ زمانی با شخصی دو حرف اول اسمش «جی. ای» بوده در ارتباط بوده و می‌خواسته او را فراموش کند. سپس میزبانش روی میز غش کرد. هولمز دست روی نقطه ضعفش گذاشته بود و وقتی مرد به خودش آمد احتمالاً هولمز باور نمی‌کرد که بر اساس توضیح پیرمرد، «جی.ای.» یک عشق قدیمی بوده‌است.
هولمز مشاهده کرد که میزبانش را ناراحت می‌کند و تصمیم گرفت که آنجا را ترک کند. غروب هنگام قبل از ترکش پیرمرد دیگری ناگهان به خانه آمد و آقای ترور پیر با عجله قبل از استقبال از او یک شات برندی نوشید. ظاهراً آنها با حدود ۳۰ سال قبل در سفر کشتی با هم همسفر بودند وآقای ترور چیزی در مورد پیدا کردن کار برای او گفت. اندکی بعد هولمز و دوستش، آقای ترور را در حالی که مست بود پیدا کردند.
سپس هولمز ملک ترور را ترک نمود و مدت هفت هفته بعدی را با سرگرم شدن روی آزمایش‌های شیمی آلی خود سپری کرد که ناگهان تلگرامی از ترور جوان دریافت کرد که به او التماس کرده بود که به نورفلک بازگردد. وقتی او به آنجا رسید، ویکتور به هولمز گفت که پدرش پس از دریافت یک نامه سکته کرده و نزدیک بود بمیرد. آنها فهمیدند که در حینی که ویکتور برای ملاقات هولمز به ایستگاه قطار رفته بود، او مرده بود.
طی هفت هفته قبل که هولمز آنجا را ترک کرد بود، به نظر می‌رسد آن مرد پیری که هادسون نام داشت و برای کار آمده بود، او ثابت کرد که تا جایی که می‌توان تصور کرد، یک کارمند سرکش بود. او درخواست کرده بود که از سمت باغبانی ترفیع گرفته و سرپیشخدمت شود و چیزی که می‌خواست را نیز بدست آورد. او آزادانه کارهای غیرقابل بخششی انجام داده بود که هر معمولاً باعث می‌شود یک کارمند از کار اخراج شود. او اغلب مست می‌کرد. ویکتور نمی‌توانست او را تحمل کند و اگر جوانتر بود حتماً هادسون را کتک می‌زد. بقیه کارکنان در مورد او نیز شکایت می‌کردند. با ان حال پدر ویکتور همیشه به او اجازه می‌داد تا از هرگونه بدنامی دور بماند. ناگهان هادسون اعلام کرد که به دلیل اینکه از نورفلک خسته شده آنجا را ترک می‌کند و او به همپشایر برای دیدن «بدوس» همسفر دیگری از کشتی می‌رود.
حالا دوست هولمز به خاطر این مصیبت‌ها لاغر و مضطرب شده بود. او فکر می‌کرد که مشکلات با رفتن هادسون پایان یافته‌اند اما پس از آن نامه ای از فوردینگ‌بریج همپشایر رسید. در نامه نوشته شده بود:
«عرضه بازی برای لندن به شکل مداوم رو به افزایش است. ما اعتقاد داریم که به سرپرست هادسون گفته شده تا تمام سفارشات برای کاغذ مگس و برای حفظ حیات مرغ قرقاول خود، دریافت کند.»
این برای ویکتور هیچ معنی نداشت و مدتی بعد هولمز چیزی در آن دید. او کلید را پیدا کرد. اگر کسی از اولین کلمه هر سه کلمه را بخواند، پیامی قابل فهم در آن وجود داشت: «بازی تمام شده‌است. هادسون به همه گفته‌است. برای زندگیت پراز کن.»

## ارجاعات
1. ↑  Smith (2014), p. 84.
2. ↑  "The Cesspool of Empire: Sherlock Holmes and the Return of the Repressed," Victorian Literature and Culture, 34.1: March 2006, pp. 233-247.